# Chlorophorus micheli
Chlorophorus micheli är en skalbaggsart som beskrevs av Maurice Pic 1943. Chlorophorus micheli ingår i släktet Chlorophorus och familjen långhorningar. Inga underarter finns listade i Catalogue of Life.